# ティンチリク駅
ティンチリク駅（ウズベク語: Tinchlik）は、ウズベキスタンの首都タシュケントにある駅である。1991年4月30日開業。

## 概要
チョルスー—ベルニー間の延伸によって建設され、1991年4月30日に開業した。駅名はウズベク語で「平和」を意味する。